# Poecilometra
Genre
Poecilometra est un genre de crinoïdes de la famille des Charitometridae.

## Liste des espèces
Selon World Register of Marine Species (10 avril 2015) :
- Poecilometra acoela (Carpenter, 1888) -- Philippines (900~1 300 m de profondeur)
- Poecilometra scalaris (AH Clark, 1907) -- Mer de Chine (~660 m de profondeur)